# 제54회 금마장
제54회 금마장은 2017년 11월 3일에 열린 시상식이다.

## 수상 및 후보

### 장편영화상
- 대담하거나, 타락하거나, 아름다운 - 양야체 수상

### 단편영화상
- 베입스 낫 얼론 - 리 이산 수상

### 다큐멘터리상
- 인메이트 - 마 리 수상

### 애니메이션상
- 해브 어 나이스 데이 - 리우 지앤 수상

### 단편 애니메이션상
- 루징 사이트 오브 어 롱드 플레이스 - 쉑카춘 수상

### 감독상
- 앤젤스 웨어 화이트 - 비비안 큐 수상

### 남우주연상
- 올드 비스트 - 도문 수상

### 여우주연상
- 대담하거나, 타락하거나, 아름다운 - 혜영홍 수상

### 남우조연상
- 알리푸, 더 프린스/프린세스 - 밤부 첸 수상

### 여우조연상
- 대담하거나, 타락하거나, 아름다운 - 비키 첸 수상

### 신인감독상
- 대불+ - 신 야오 후앙 수상

### 신인배우상
- 조니를 찾아서 - 리마 제이단 수상

### 각본상
- 올드 비스트 - 조우 지양 수상

### 각색상
- 대불+ - 신 야오 후앙 수상

### 촬영상
- 대불+ - 청몽홍 수상

### 편집상
- 플라스틱 차이나 - 장 치엔 수상

### 미술상
- 파도인 - 구위명 수상

### 액션감독상
- 수춘도 2: 수라전장 - 상 린 수상

### 영화음악상
- 대불+ - 생샹린 수상

### 주제가상
- 대불+

### 분장/의상디자인상
- 파도인 - 장숙평 외 1명 수상

### 시각효과상
- 파도인 - 자니 린 외 2명 수상

### 음향효과상
- 몬 몬 몬 몬스터 - 두독지 외 2명 수상

### 국제비평가협회상
- 올드 비스트 - 조우 지양 수상

### 관객상
- 대담하거나, 타락하거나, 아름다운 - 양야체 수상

### 영화제작자상
HU Ding-yi 수상

### 평생공로상
- 서풍 수상

### 갈라 프리미어
- 파더 - 양 리 초우
- 환상 - 하오팡웨이
- 마이 디어 파더 - 아베이 헝
- 스타피쉬 걸 - 미셸 추
- 오프쇼어 - 송 지웨이
- 잉 - 잭 시이
- 노 탤런트 노 퓨처 - 샤오 윤메이

### 금마장상 후보작
- 방지 멜로디 - 정 대생
- 후 킬드 콕 로빈 - 웨이-하오 청
- 희환니 - 데렉 후이
- 더 컨포미스트 - 차이샹준
- 프리 앤 이지 - 겅준
- 조니를 찾아서 - 후앙시
- 수춘도 2: 수라전장 - 루양
- 건망촌 - 진옥훈
- 셔틀 라이프 - 진승길
- 대불+ - 신 야오 후앙
- 올 비커즈 오브 러브 - 리엔 이치
- 더 풀리시 버드 - 지 황
- 올드 비스트 - 조우 지양
- 파도인 - 장 지아지아
- 몬 몬 몬 몬스터 - 구파도
- 상애상친 - 실비아 창
- 알리푸, 더 프린스/프린세스 - 왕유린
- 손오공 - 곽자건
- 더 리셉셔니스트 - 제니 루
- 앤젤스 웨어 화이트 - 비비안 큐
- 익스플로전 - 상징
- 방화 - 펑 샤오강
- 그날은 오리라 - 허안화
- 도배장신 - 서호봉
- 대담하거나, 타락하거나, 아름다운 - 양야체
- 마신자2 - 웨이-하오 청
- 디 아일랜드 댓 올 플로우 바이 - 찬친링
- 파라독스 - 엽위신
- 대호법 - 양지강
- 해브 어 나이스 데이 - 리우 지앤
- 바클리 - 치우 리웨이
- 마마 - 진 싱젱
- 인메이트 - 마 리
- 플라스틱 차이나 - 왕구량
- 컨뎀드 프랙티스 모드 - 치위에춘
- 루킹 포? - 초우퉁옌
- 더 나이트 오브 아르주 - 타오비크 니자미딩
- 블라인드 마우스 - 렁 시우 홍
- 러브 애프터 타임 - 성 한 차이
- 베입스 낫 얼론 - 리 이산
- 더 드레스 온 허 - 원 츠-이
- 초석 - 치우 쉬치에
- 안개의 도시 - 치차오 마오
- 스트레이 - 야오 치앙
- 루징 사이트 오브 어 롱드 플레이스 - 쉑카춘
- 그의이야기 - 융 쉔 양
- 패왕별희 - 천카이거

### 마스터 클래스
- 원더스트럭 - 토드 헤인즈
- 러브리스 - 안드레이 즈비아긴체프
- 베이스드 온 어 트루 스토리 - 로만 폴란스키
- 더 워크샵 - 로랑 캉테
- 러버 포 어 데이 - 필립 가렐
- 12 데이스 - 레이몽 드파르동
- 페이시스 플레이시스 - 아녜스 바르다
- 클레어의 카메라 - 홍상수
- Yocho - 구로사와 기요시
- 24 프레임 - 압바스 키아로스타미
- 집으로 데려다 주오 - 압바스 키아로스타미
- 키아로스타미와 함께 한 76분 15초 - 세이폴라 사마디안
- 필름워커 - 토니 지에라
- 78/52 - 알렉상드르 오 필립

### 차이니스 글로벌 비젼
- 킹 오브 페킹 - 샘 부타스
- 스톤헤드 - 샹 자오
- 미래로 걸어가다 - 리뤼준
- 고스트 인 더 마운틴 - 양 헝
- 래스 오브 사일런스 - 신 유쿤
- 재 - 리 샤오펑
- 더 화이트 걸 - 제니 순
- 윈드-크리스토퍼 도일의 독백 - 셔우 티옹 구안
- 시대불화 - 장시밍
- 조용한 밤 - 치우 양

### 비바 오뙤르
- 우리는 같은 꿈을 꾼다 - 일디코 엔예디
- 에스페스 메나세 - 질 부르도스
- 바르바라 - 마티유 아말릭
- 마빈 - 안느 퐁텐
- 러브 미 낫 - 알렉산드로스 아브라나스
- 더 파티 - 샐리 포터
- 쓰리 빌보드 아웃사이드 에빙, 미주리 - 마틴 맥도나
- 플로리다 프로젝트 - 션 베이커
- 윌도우 - 브루스 맥도널드
- 에이프릴의 딸 - 미셸 프랑코
- 집념의 남자 - 모함마드 라술로프

### 파노라마
- 독일이여, 잘 있거라 - 샘 가바르스키
- 브라이트 나잇 - 토마스 아슬란
- 씨 유 업 데어 - 알베르 뒤퐁텔
- 저스트 투 비 슈어 - 카린느 타르디유
- 시칠리안 고스트 스토리 - 파비오 그라사도니아 외 1명
- 거룩한 질서 - 페트라 볼프
- 호스티지스 - 레조 지지네이슈빌리
- 내 사랑 - 에이슬링 월쉬
- 다프네 - 피터 맥키 번스
- 빌리 진 킹: 세기의 대결 - 발레리 페리스 외 1명
- 노비티에이트 - 마가렛 베츠
- 브릭스비 베어 - 데이브 맥커리
- 아이 앰 히스 레저 - 아드리안 부이텐후이스 외 1명
- 우등시민 - 가스톤 두프라트

### 멀리, 그리고 가까이
- 낫띵우드 - 소니아 크론런드
- 버즈 얼 씽잉 인 키갈리 - 조아나 코스-크라우제 외 1명
- 더 라인 - 페터 벱야크
- 동키요테 - 치코 페레이라
- 테헤란 타부 - 알리 수잔데
- 사라진 시간들 - 월터 살레스 외 2명
- 망각의 시 - 알리레자 하타미

### 디스커버 뉴 탤런트: 캐나다
- 1분 54초 - 얀 잉글랜드
- 경계 위의 세 여자 - 클로에 로비샤드
- 동반자 - 카를로스 산체즈 외 1명
- 웨어울프 - 애쉴리 맥켄지
- 올 유 캔 잇 부다 - 이안 라가드
- 마가렛트 - 마리안느 팔리
- 헷지혹스 홈 - 에바 크비자노빅
- 언 이매진 컨버세이션: 카니예 웨스트 & 스티븐 호킹 - 솔 프리드맨
- 프리-드링크 - 마르크-앙투안 레미어
- 플로리다 몬트리올 - 레너드 레자드

### 아시아의 창
- 친애하는 우리아이 - 미시마 유키코
- 해변의 삶과 죽음 - 코시카와 미치오
- 러브 앤드 굿바이 앤드 하와이 - 마츠무라 싱고
- 도쿄 아이돌스 - 쿄코 미야케
- 해피뻐스데이 - 이승원
- 떠나간 여인 - 라브 디아스
- 긴 머리 그녀들의 밤외출 - 제라르도 칼라구이
- 살인자 말리나의 4막극 - 몰리 수리아
- 마릴라: 이별의 꽃 - 아누차 부냐와타나
- 원더 보이 - 딕 리 외 1명
- 라이스 - 라울 돌라키아
- 자가 자주스 - 아누락 바수

### 특별 상영
- 더 데저티드 - 차이밍량

### L.G.B.T
- 120 BPM - 로빈 캉필로
- 콜 미 바이 유어 네임 - 루카 구아다니노
- 판타스틱 우먼 - 세바스찬 렐리오
- 바닷가의 쥐들 - 엘리자 히트맨
- 프릭 쇼 - 트루디 스
- 하트스톤 - 구두문두르 아르나르 구드문드손

### 뮤직 아포칼립스
- 패티 케이크$ - 제레미 제스퍼
- 잼 - 토니 갓리프
- 롤링 스톤즈 올레, 올레, 올레! - 폴 더그데일
- 스코어: 영화음악의 모든 것 - 맷 슈레이더
- 더 패리스 오페라 - 장 스테판 브롱

### 미드나잇 익스프레스
- 굿 타임 - 조슈아 사프디
- 셰이프 오브 워터: 사랑의 모양 - 기예르모 델 토로
- 더 디제스터 아티스트 - 제임스 프랭코
- 하우 투 토크 투 걸스 앳 파티스 - 존 카메론 미첼
- 신주쿠 스완 2 - 소노 시온
- 도쿄 흡혈 호텔 - 소노 시온
- 무한의 주인 - 미이케 다카시
- 이치 더 킬러 - 미이케 다카시

### 애니메이션 킹덤
- 우아한 복수 - 빌 플림턴 외 1명
- 나의 학교 전체가 바다로 침몰한다 - 대쉬 쇼
- 몬스터 파크 - 아르튀르 드 팽 외 1명
- 빅 배드 폭스 - 벤자민 레너 외 1명

### 시네마 시티를 기념하여
- 최가박당 - 증지위
- 귀마지다성 - 서극

### 고전 상영
- 해피 투게더 - 왕가위
- 다상 - 오념진
- 유금세월 - 양범
- 미지와의 조우 - 스티븐 스필버그
- 배리 린든 - 스탠리 큐브릭
- 욕망 - 미켈란젤로 안토니오니
- 뜨거운 오후 - 시드니 루멧
- 졸업 - 마이크 니콜스
- 싸이코 - 알프레드 히치콕

### 감독 포커스: 스와 노부히로
- 오늘밤 사자는 잠든다 - 스와 노부히로
- 유키와 니나 - 스와 노부히로
- 퍼펙트 커플 - 스와 노부히로
- H 스토리 - 스와 노부히로
- 마더 - 스와 노부히로
- 듀오 - 스와 노부히로

### 감독 포커스: 아키 카우리스마키
- 희망의 건너편 - 아키 카우리스마키
- 과거가 없는 남자 - 아키 카우리스마키
- 어둠은 걷히고 - 아키 카우리스마키
- 성냥공장 소녀 - 아키 카우리스마키
- 아리엘 - 아키 카우리스마키
- 천국의 그림자 - 아키 카우리스마키
- 죄와 벌 - 아키 카우리스마키

### 트리뷰트
- 비련의 신부 - 프랑수아 트뤼포
- 쥴 앤 짐 - 프랑수아 트뤼포
- 밤 - 미켈란젤로 안토니오니
- 모데라토 칸타빌레 - 피터 브룩
- 연인들 - 루이 말

### 골든 홀스 아카데미
- 2017 Golden Horse Acadamy

### 서프라이즈 필름
- 아웃레이지 - 기타노 다케시
- 아웃레이지 비욘드 - 기타노 다케시
- 아웃레이지 파이널 - 기타노 다케시

### 렉서스 단편 영화
- The Third Session of the LEXUS Short Film